# Línea Valladolid-Laguna del Transporte Metropolitano de Valladolid
La conexión Valladolid-Laguna de Duero de la red del Transporte Metropolitano de Valladolid es un servicio de autobuses interurbanos que cuenta con circulaciones diurna, especial universitaria y nocturna. Es operada por ECSA (Empresa Cabrero) como parte de la concesión VACL-057 de la Junta de Castilla y León.

## Servicio diurno

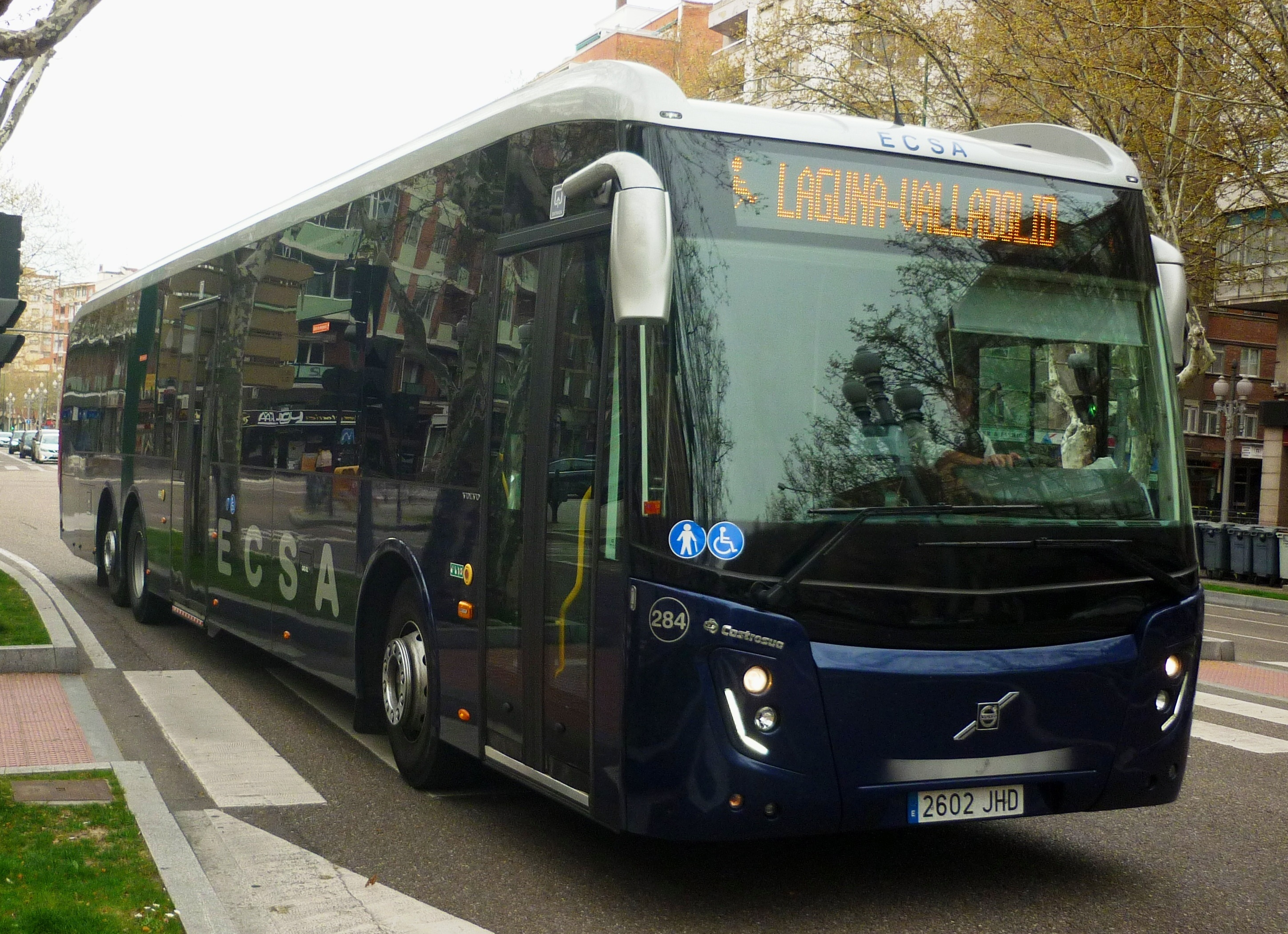
Autobús en el paseo de Zorrilla de Valladolid.

El servicio diurno regular entre Valladolid y Laguna de Duero circula entre las 6 y las 23 horas, aproximadamente, aunque varía según el día de la semana.

### Horario
| Día                        | Lugar de salida | Horas de salida               |
| -------------------------- | --------------- | ----------------------------- |
| Lunes a viernes laborables | Valladolid      | 6:50                          |
| Lunes a viernes laborables | Valladolid      | de 7:50 a 9:20 cada 15 min.   |
| Lunes a viernes laborables | Valladolid      | de 9:20 a 12:50 cada 30 min.  |
| Lunes a viernes laborables | Valladolid      | de 12:50 a 14:20 cada 15 min. |
| Lunes a viernes laborables | Valladolid      | de 14:20 a 22:20 cada 30 min. |
| Lunes a viernes laborables | Laguna de Duero | 6:30                          |
| Lunes a viernes laborables | Laguna de Duero | de 7:00 a 10:00 cada 15 min.  |
| Lunes a viernes laborables | Laguna de Duero | de 10:00 a 13:30 cada 30 min. |
| Lunes a viernes laborables | Laguna de Duero | de 13:30 a 14:00 cada 15 min. |
| Lunes a viernes laborables | Laguna de Duero | de 14:00 a 22:00 cada 30 min. |
|                            |                 |                               |
| Sábados laborables         | Valladolid      | de 7:50 a 23:20 cada 30 min.  |
| Sábados laborables         | Laguna de Duero | 7:00                          |
| Sábados laborables         | Laguna de Duero | de 8:00 a 23:00 cada 30 min.  |
|                            |                 |                               |
| Domingos y festivos        | Valladolid      | de 10:50 a 22:50 cada hora    |
| Domingos y festivos        | Laguna de Duero | de 10:30 a 22:30 cada hora    |

- Adicionalmente, los viernes laborables, los últimos servicios salen a las 22:30 desde Laguna de Duero y a las 22:50 desde Valladolid.

### Paradas
| Servicio diurno Valladolid - Laguna de Duero  | Servicio diurno Valladolid - Laguna de Duero |
| Hacia Laguna de Duero                         | Hacia Valladolid                             |
| --------------------------------------------- | -------------------------------------------- |
| Pº Filipinos esq. pº Zorrilla                 | Avda. Madrid, 59 esq. cañada de la Arboleda  |
| Estación de autobuses de Valladolid           | Avda. Valladolid, 1                          |
| Pº Arco de Ladrillo, 50 esq. c/ Adolfo Suárez | Avda. Estadio fte. 5 estadio municipal       |
| Pº Arco de Ladrillo, 88 Centro Madrid         | Avda. Juan de Austria, 14 fte. biblioteca    |
| Ctra. Madrid, 38 colegio San Agustín          | Avda. Libertad fte. 16                       |
| * Ctra. Madrid, 68 colegio San Juan de Dios   | Avda. Libertad, 4 caja de ahorros            |
| Avda. Nogal, 1 residencia                     | * Ctra. Madrid polígono Los Hoyales          |
| Avda. Libertad fte. 16                        | Ctra. Madrid fte. colegio San Juan de Dios   |
| Avda. Libertad, 4 caja de ahorros             | Ctra. Madrid fte. 24 fte. gasolinera         |
| Avda. Estadio, 27                             | Pº Arco de Ladrillo esq. c/ Transición       |
| Avda. La Laguna, 33                           | Pº Arco de Ladrillo, 31 esq. pº Farnesio     |
| Avda. Madrid, 6 centro de salud               | Pº Filipinos esq. pº Zorrilla                |
| Avda. Madrid, 48 fte. cañada de la Arboleda   |                                              |
| Pza. Comunidades esq. c/ Cantabria            |                                              |

- Las paradas marcadas con asterisco se realizan a la demanda.

## Servicio especial universitario
Dos servicios especiales amplían el recorrido diurno ordinario hasta las cercanías del Hospital Clínico de Valladolid, la escuela de Ingenierías Industriales y las facultades de Derecho, Enfermería, Medicina, Filosofía y Letras, Comercio y las concentradas en el Campus Miguel Delibes de la Universidad de Valladolid. Ambas expediciones circulan de lunes a viernes laborables —sean o no días lectivos— salvo en el mes de agosto.

### Horario
| Día                        | Lugar de salida | Horas de salida |
| -------------------------- | --------------- | --------------- |
| Lunes a viernes laborables | Laguna de Duero | 7:00, 7:15      |
| Lunes a viernes laborables | Valladolid      | —               |

### Paradas
| Servicio universitario Laguna de Duero - Campus Miguel Delibes              |
| Hacia Campus Miguel Delibes                                                 |
| --------------------------------------------------------------------------- |
| Avda. Madrid, 59 esq. cañada de la Arboleda                                 |
| Avda. Valladolid, 1                                                         |
| Avda. Estadio fte. 5 estadio municipal                                      |
| Avda. Juan de Austria, 14 fte. biblioteca                                   |
| Avda. Libertad fte. 16                                                      |
| Avda. Libertad, 4 caja de ahorros                                           |
| * Ctra. Madrid polígono Los Hoyales                                         |
| Ctra. Madrid fte. colegio San Juan de Dios                                  |
| Ctra. Madrid fte. 24 fte. gasolinera                                        |
| Pº Arco de Ladrillo esq. c/ Transición                                      |
| Pº Arco de Ladrillo, 31 esq. pº Farnesio                                    |
| Pº Filipinos esq. pº Zorrilla                                               |
| Pza. Colón esq. c/ Estación                                                 |
| Pza. Colegio de Santa Cruz, 9                                               |
| Avda. Ramón y Cajal esq. c/ Colón, fte. facultades de Enfermería y Medicina |
| Pº Prado de La Magdalena, 18 facultad de Filosofía y Letras                 |
| * C/ Madre de Dios, 20 facultad de Comercio                                 |
| * Cº Cementerio, 10 esq. pº Belén                                           |
| Cº Cementerio, 22 comedor del Campus Miguel Delibes                         |

- Las paradas marcadas con asterisco se realizan a la demanda.

## Servicio nocturno
La madrugada de sábados, domingos y festivos Laguna de Duero mantiene su conexión con Valladolid con un recorrido ampliado hasta el centro de la capital. Este servicio no se presta durante el mes de agosto.

### Horario
| Día                 | Lugar de salida | Horas de salida        |
| ------------------- | --------------- | ---------------------- |
| Sábados laborables  | Valladolid      | 1:00, 2:00             |
| Sábados laborables  | Laguna de Duero | 1:20                   |
| Domingos y festivos | Valladolid      | 1:00, 2:00, 3:00, 4:00 |
| Domingos y festivos | Laguna de Duero | 1:20, 2:20, 3:20       |

### Paradas
| Servicio nocturno Valladolid - Laguna de Duero | Servicio nocturno Valladolid - Laguna de Duero |
| Hacia Laguna de Duero                          | Hacia Valladolid                               |
| ---------------------------------------------- | ---------------------------------------------- |
| Pº Isabel la Católica esq. pza. Poniente       | Pza. Comunidades esq. c/ Cantabria             |
| Pº Zorrilla, 10                                | Avda. Madrid, 59 esq. cañada de la Arboleda    |
| Pº Filipinos esq. pº Zorrilla                  | Avda. Valladolid, 1                            |
| Pº Arco de Ladrillo, 50 esq. c/ Adolfo Suárez  | Avda. La Laguna esq. ctra. Madrid              |
| Pº Arco de Ladrillo, 88 Centro Madrid          | Ctra. Madrid polígono Los Hoyales              |
| Ctra. Madrid, 38 colegio San Agustín           | Ctra. Madrid fte. 24 fte. gasolinera           |
| Avda. Nogal, 1 residencia                      | Pº Arco de Ladrillo esq. c/ Transición         |
| Avda. Libertad fte. 16                         | Pº Arco de Ladrillo, 31 esq. pº Farnesio       |
| Avda. Libertad, 4 caja de ahorros              | Pº Hospital Militar fte. 31 esq. pº Zorrilla   |
| Avda. Estadio, 27                              | Pº Isabel la Católica esq. pza. Poniente       |
| Avda. La Laguna, 33                            |                                                |
| Avda. Madrid, 6 centro de salud                |                                                |
| Avda. Madrid, 48 fte. cañada de la Arboleda    |                                                |
| Pza. Comunidades esq. c/ Cantabria             |                                                |